# محمد نبيل
محمد نبيل (16 يونيو 1994) لاعب كرة قدم بحريني يلعب حاليا لصالح نادي الدرجة الأولى البسيتين البحريني في مركز الجناح الأيسر من 2012.

## الإنجازات
- الدرجة الأولى (1): 2013